# Désiré Weygers
Désiré Weygers est un sculpteur et médailleur belge né à Bruxelles le 19 avril 1868 et mort à Watermael-Boisfort en janvier 1928,.

## Biographie
Désiré Weygers, né à Bruxelles le 19 avril 1868, est le fils de François Weygers, bottier, et de Thérèse Canoot. Il épouse Jeanne Voet à Saint-Gilles le 20 mars 1895. Son oncle est le sculpteur Joseph Canoot. 
Adolescent, il commence sa carrière professionnelle comme simple ouvrier ébéniste. L'idée lui vient de sculpter le bois qu'il a à sa disposition. Son oncle sculpteur jugeant probants ses premiers essais, il entre à l'Académie des beaux-arts de Bruxelles où il fait de brillantes études et où il est l'élève de Jef Lambeaux. En 1892, il y obtient le grand prix de la classe de sculpture pour un cadre de glace L'Évolution de la Vie.  
Ayant connu lui-même la gêne financière, il s'attache à représenter les humbles dont il représente les souffrances endurées. Il participe à de nombreuses expositions principalement à Bruxelles et travaille le bois, le marbre, l'ivoire, le bronze et l'étain. Il est membre du cercle artistique Le Sillon.
Après la Première Guerre mondiale, il réalise de nombreuses sculptures en pierre destinées aux monuments aux morts de la guerre 1914-1918 en particulier dans et autour de la région de Charleroi.

## Sélection d'œuvres
- L'Évolution de la Vie, cadre de glace, Bruxelles, 1892.
- Les Rameaux, musée de Dresde, 1893.
- Cygne au roseau, bronze au Jardin botanique de Bruxelles, 1896.
- Saint-Michel, ivoire, salon des ivoires au château de Tervueren 1897.
- Louis Richald, relief, cimetière d'Evere, 1898.
- La Vierge des marins, 1899.
- La Souffrance, Salon de Dresde.
- La Glaneuse.
- Le fils malade.
- David, bronze patiné.
- La Bonté, plaquette en étain, 1902.
- Les Finances, pierre, hôtel de ville de Saint-Gilles, 1904.
- Plaque à la mémoire des cadets disparus du navire école Marcel André, marbre rouge, Ixelles, 1906
- Le Belgique, premier dirigeable belge, médaille, Boisfort, 1910.
- La Belgique, salon de Watermael, 1917.
- Rêve, salon de Watermael, 1917.
- Tête d'enfant, marbre, VIIe salon de printemps, Bruxelles, 1920.
- Statue, pierre, église Notre-Dame du Sablon, Bruxelles, 1921.
- Bloemardinne, pierre blanche de l'Échaillon, hôtel de ville de Bruxelles.
- Monument aux morts 1914-1918, pierre, Watermael-Boisfort, 1922.
- Monument aux morts 1914-1918, pierre, Farciennes.
- Monument des combattants, pierre, Tamines.
- Monument aux morts 1914-1918, pierre d'Euville, à Jumet en 1925 : il représente l'Humanité s'attristant sur le sort des déportés et des soldats.
- Monument aux morts 1914-1918, à Couillet.
- Monument aux morts 1914-1918, pierre, à Bouffioulx.

## Distinctions
- Chevalier de l'ordre de la Couronne en décembre 1926 (Belgique).

## Galerie

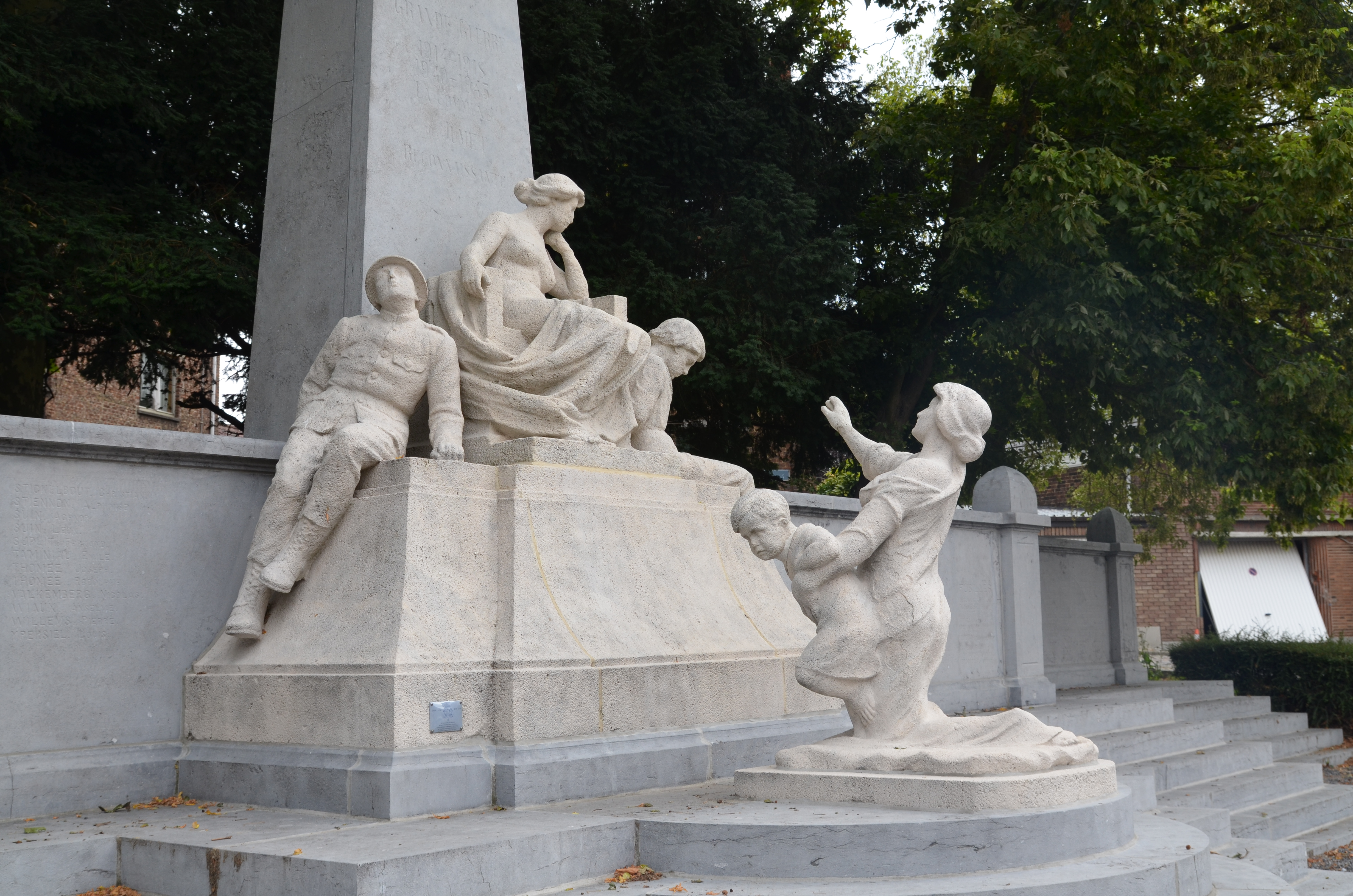
Monument aux morts de Jumet.
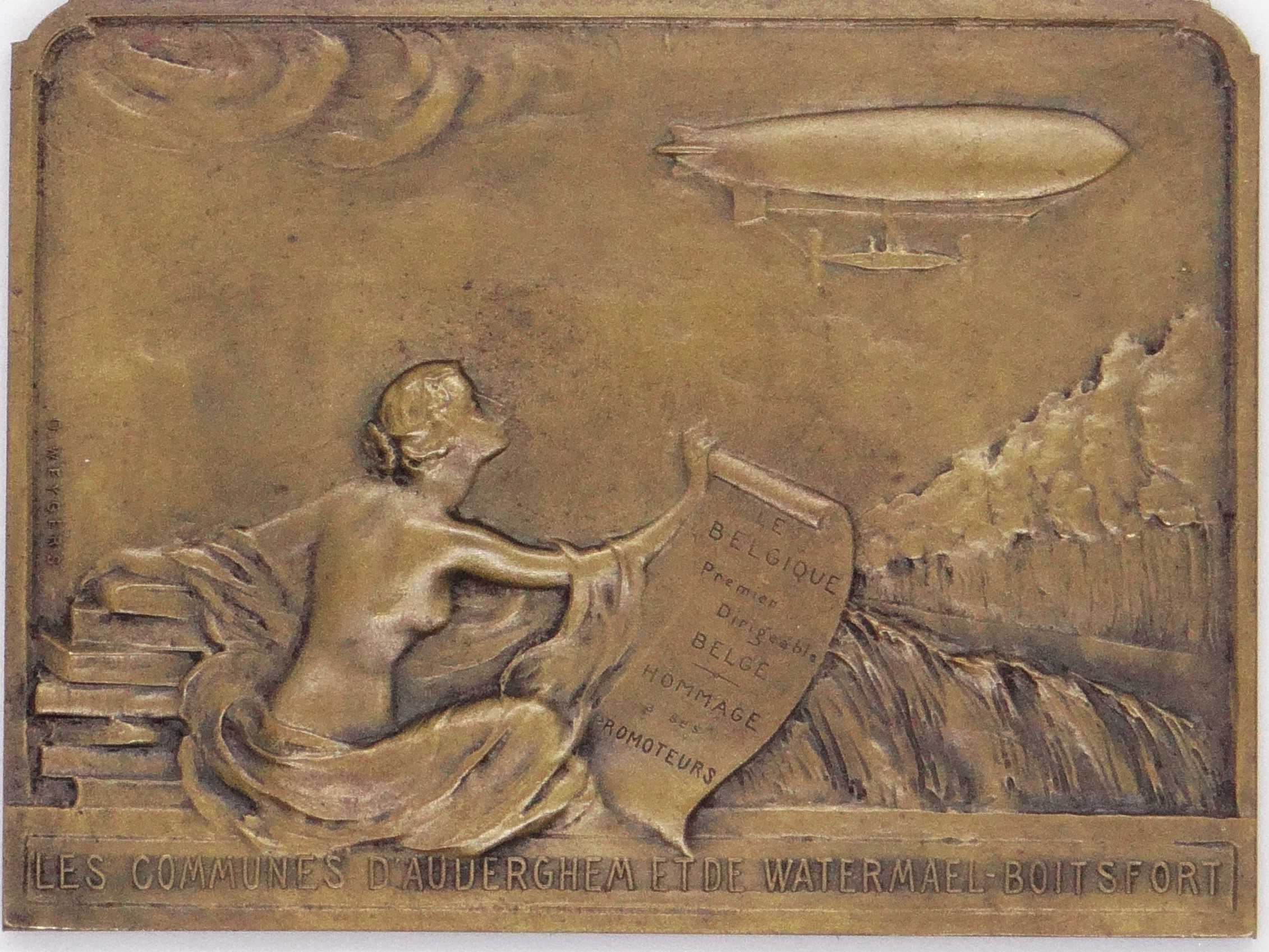
Médaille pour l'inauguration du premier dirigeable belge, Le Belgique.
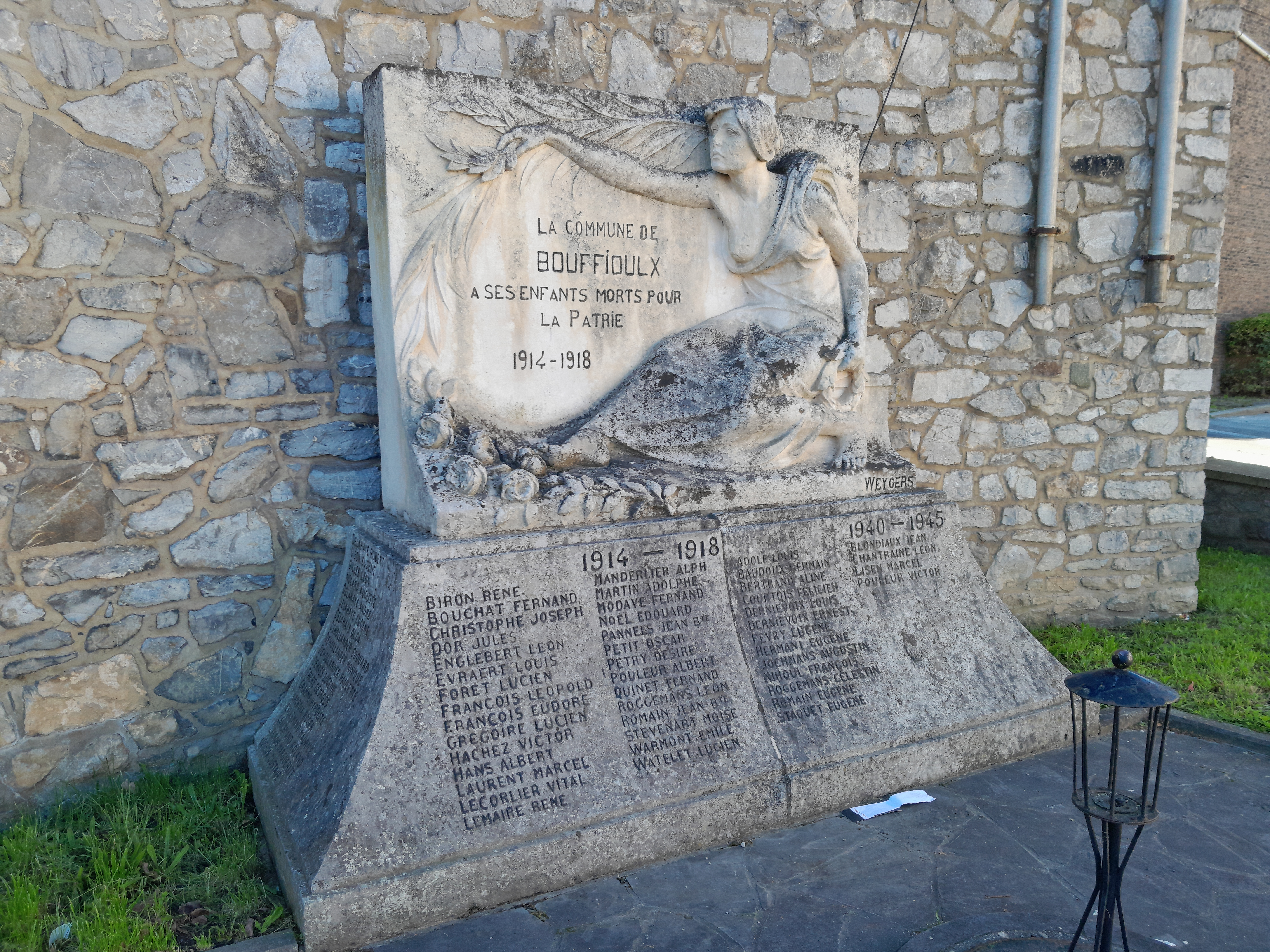
Monument aux morts 1914-1918 de Bouffioulx.
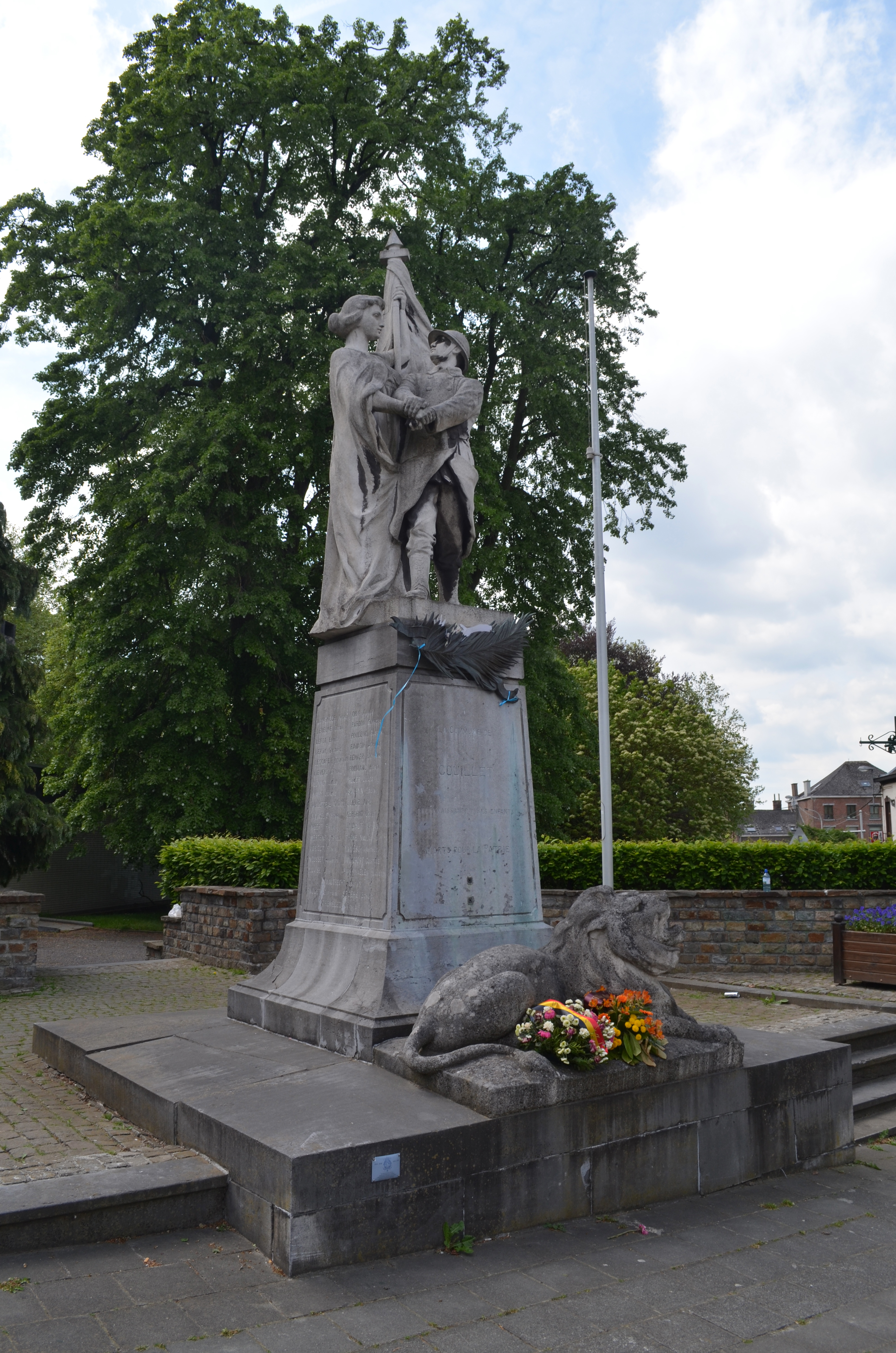
Monument aux morts de Couillet.